# 1984 na televisão
Nesta página encontram-se os fatos, estreias e términos sobre televisão que aconteceram durante o ano de 1984.

## Eventos

### Brasil

#### Fevereiro
- 12 de fevereiro — É inaugurada a TV Manchete Fortaleza, emissora própria da Rede Manchete em Fortaleza, Ceará. Sendo a primeira emissora própria da rede no Nordeste.

#### Março
- 3 de março — É inaugurada a TV Manchete Recife, emissora própria da Rede Manchete em Recife, Pernambuco.
- 31 de março — Na Rede Globo, o Supercine ganha nova vinheta de abertura, grafismos e trilha sonora.

#### Abril
- 7 de abril — Na Rede Globo, o Supercine ganha nova vinheta de abertura, grafismos e trilha sonora.

#### Junho
- 9 de junho — O SBT exibe a 31.ª edição do Miss Brasil.

#### Julho
- 28 de julho–12 de agosto — A Rede Globo, SBT, TV Record e a Rede Manchete realizam a cobertura dos Jogos Olímpicos de Verão de 1984.

#### Dezembro
- 22 de dezembro — Na Rede Globo, o Supercine Especial ganha nova vinheta de abertura, grafismos e trilha sonora.

### Estados Unidos

#### Junho
- 19 de junho — Telemundo é fundada nos Estados Unidos com o nome de NetSpan.

## Programas

### Brasil

#### Janeiro
- 3 de janeiro — Reestreia Braço de Ferro na Rede Bandeirantes.
- 7 de janeiro — Termina Guerra dos Sexos na Rede Globo.
- 9 de janeiro — Estreia Transas e Caretas na Rede Globo.
- 27 de janeiro — Termina A Leoa no SBT.
- 30 de janeiro — Reestreia Acorrentada no SBT.

#### Fevereiro
- 10 de fevereiro
  - Termina Sombras do Passado no SBT.
  - Termina Pecado Rasgado no Vale a Pena Ver de Novo na Rede Globo.
- 13 de fevereiro
  - Reestreia Conflito no SBT.
  - Reestreia Água Viva no Vale a Pena Ver de Novo na Rede Globo.
- 17 de fevereiro — Termina Eu Prometo na Rede Globo.
- 18 de fevereiro — Estreia Joana na Rede Manchete.

#### Março
- 3 de março
  - Termina O Direito de Nascer no SBT.
  - Estreia Perdidos na Noite na TV Gazeta.
- 12 de março — Estreia Chispita no SBT.
- 16 de março — Termina Voltei pra Você na Rede Globo.
- 19 de março — Estreia Amor com Amor Se Paga na Rede Globo.

#### Abril
- 6 de abril — Termina Acorrentada no SBT.
- 9 de abril
  - Reestreia O Anjo Maldito no SBT.
  - Estreia Padre Cícero na Rede Globo.
- 13 de abril — Termina Braço de Ferro na Rede Bandeirantes.
- 20 de abril — Termina Desprezo no SBT.
- 23 de abril — Reestreia Amor Cigano no SBT.

#### Maio
- 4 de maio
  - Termina Champagne na Rede Globo.
  - Termina Padre Cícero na Rede Globo.
- 7 de maio
  - Estreia Partido Alto na Rede Globo.
  - Estreia Anarquistas, Graças a Deus na Rede Globo.
- 11 de maio — Termina Conflito no SBT.
- 14 de maio — Reestreia Razão de Viver no SBT.
- 17 de maio — Termina Anarquistas, Graças a Deus na Rede Globo.
- 21 de maio — Estreia Meu Destino É Pecar na Rede Globo.

#### Junho
- 7 de junho — Termina Vida Roubada no SBT.
- 8 de junho — Estreia Meus Filhos, Minha Vida no SBT.
- 20 de junho — Termina Meu Destino É Pecar na Rede Globo.
- 27 de junho — Termina Fábrica do Som na TV Cultura.

#### Julho
- 20 de julho — Termina Razão de Viver no SBT.
- 21 de julho — Termina Transas e Caretas na Rede Globo.
- 23 de julho
  - Reestreia A Ponte do Amor no SBT.
  - Estreia Vereda Tropical na Rede Globo.

#### Agosto
- 17 de agosto — Termina O Anjo Maldito no SBT.
- 20 de agosto — Estreia Estranho Poder no SBT.
- 21 de agosto — Estreia Marquesa de Santos na Rede Manchete.
- 31 de agosto — Termina Água Viva no Vale a Pena Ver de Novo na Rede Globo.

#### Setembro
- 3 de setembro — Reestreia de Final Feliz no Vale a Pena Ver de Novo na Rede Globo.
- 4 de setembro — Termina Amor Cigano no SBT.
- 7 de setembro — Termina A Ponte do Amor no SBT.
- 10 de setembro
  - Reestreia Os Ricos Também Choram no SBT.
  - Estreia A Máfia no Brasil na Rede Globo.
- 15 de setembro — Termina Amor com Amor Se Paga na Rede Globo.
- 16 de setembro — Estreia Clip Clip na Rede Globo.
- 17 de setembro — Estreia Livre para Voar na Rede Globo.
- 21 de setembro — Termina A Máfia no Brasil na Rede Globo.

#### Outubro
- 5 de outubro — Termina Marquesa de Santos na Rede Manchete.
- 8 de outubro — Estreia Rabo de Saia na Rede Globo.
- 9 de outubro — Estreia Viver a Vida na Rede Manchete.
- 20 de outubro — Estreia  Globo Ciência na Rede Globo.
- 22 de outubro — Estreia Viviana, em Busca do Amor no SBT.

#### Novembro
- 2 de novembro — Termina Rabo de Saia na Rede Globo.
- 3 de novembro — Termina Chispita no SBT.
- 5 de novembro — Estreia Jerônimo no SBT.
- 20 de novembro — Termina Viver a Vida na Rede Manchete.
- 21 de novembro — Estreia Santa Marta Fabril S.A. na Rede Manchete.
- 24 de novembro — Termina Partido Alto na Rede Globo.
- 26 de novembro — Estreia Corpo a Corpo na Rede Globo.

#### Dezembro
- 1 de dezembro — Termina É Proibido Colar na TV Cultura.
- 6 de dezembro — Estreia Grandes Momentos do Esporte na TV Cultura.
- 9 de dezembro — Termina a série O Bem-Amado na Rede Globo.
- 28 de dezembro — A Rede Globo exibe o Roberto Carlos Especial.
- 29 de dezembro — Termina Santa Marta Fabril S.A. na Rede Manchete.

### Reino Unido

#### Setembro
- 4 de setembro — Estreia Thomas & Friends (no Brasil: Thomas e Seus Amigos) no ITV.

### Japão

#### Janeiro
- 28 de janeiro — Termina Kagaku Sentai Dynaman (no Brasil: Esquadrão Científico Dynaman) na TV Asahi.

#### Fevereiro
- 4 de fevereiro — Estreia Choudenshi Bioman (no Brasil: Super Elétron Bioman) na TV Asahi.

## Nascimentos
| Data            | Nome                    | Profissão       | Nacionalidade  | Observações | Ref |
| --------------- | ----------------------- | --------------- | -------------- | ----------- | --- |
| 11 de janeiro   | Milena Toscano          | atriz           | Brasil         |             |     |
| 11 de janeiro   | Paulo Nigro             | ator            | Brasil         |             |     |
| 23 de janeiro   | João Baldasserini       | ator            | Brasil         |             |     |
| 16 de fevereiro | Lisandra Cortez         | atriz           | Brasil         |             |     |
| 5 de março      | Rômulo Estrela          | ator            | Brasil         |             |     |
| 10 de março     | Carol Castro            | atriz           | Brasil         |             |     |
| 10 de março     | Olivia Wilde            | atriz           | Estados Unidos |             |     |
| 13 de março     | Thaís Fersoza           | atriz           | Brasil         |             |     |
| 20 de março     | Christy Carlson Romano  | atriz e cantora | Estados Unidos |             |     |
| 5 de abril      | Shin Min-a              | atriz           | Coreia do Sul  |             |     |
| 22 de abril     | Michelle Ryan           | atriz           | Reino Unido    |             |     |
| 1 de maio       | Mikkel Følsgaard        | ator            | Dinamarca      |             |     |
| 27 de maio      | José Loreto             | ator            | Brasil         |             |     |
| 16 de junho     | Thiago Amaral           | ator            | Brasil         |             |     |
| 18 de junho     | Fernanda Souza          | atriz           | Brasil         |             |     |
| 12 de julho     | Thiago Pinheiro         | ator            | Brasil         |             |     |
| 14 de julho     | Pierre Bittencourt      | ator e dublador | Brasil         |             |     |
| 19 de julho     | Marisol Ribeiro         | atriz           | Brasil         |             |     |
| 28 de julho     | John David Washington   | ator            | Estados Unidos |             |     |
| 9 de agosto     | Sara Prata              | atriz e modelo  | Portugal       |             |     |
| 10 de agosto    | Ryan Eggold             | ator            | Estados Unidos |             |     |
| 25 de agosto    | Chico Abreu             | ator            | Brasil         |             |     |
| 4 de setembro   | Camila Bordonaba        | atriz e cantora | Argentina      |             |     |
| 5 de setembro   | Erin Krakow             | atriz           | Estados Unidos |             |     |
| 14 de setembro  | Fernanda Vasconcellos   | atriz           | Brasil         |             |     |
| 18 de setembro  | Eduardo Caldas          | ator            | Brasil         |             |     |
| 19 de setembro  | Kevin Joseph Zegers     | ator            | Canadá         |             |     |
| 1 de outubro    | Naiumi Goldoni          | atriz           | Brasil         |             |     |
| 11 de outubro   | Juliana Didone          | atriz           | Brasil         |             |     |
| 5 de novembro   | Marcella Valente        | atriz           | Brasil         |             |     |
| 28 de novembro  | Mary Elizabeth Winstead | atriz           | Estados Unidos |             |     |
| 7 de dezembro   | Manuela do Monte        | atriz           | Brasil         |             |     |
| 21 de dezembro  | Jackson Rathbone        | ator            | Estados Unidos |             |     |
| 25 de dezembro  | Natália Guimarães       | modelo e atriz  | Brasil         |             |     |
| 31 de dezembro  | Alejandra Lazcano       | atriz           | México         |             |     |

## Mortes
| Data           | Nome               | Profissão                            | Nacionalidade   | Observações | Ref   |
| -------------- | ------------------ | ------------------------------------ | --------------- | ----------- | ----- |
| 20 de janeiro  | Johnny Weissmuller | ator, o mais famoso Tarzan do cinema | Áustria-Hungria | n. 1904     | [ 1 ] |
| 1.º de março   | Jackie Coogan      | ator                                 | Estados Unidos  | n. 1914     | [ 2 ] |
| 17 de setembro | Richard Basehart   | ator                                 | Estados Unidos  | n. 1914     | [ 3 ] |